# Імміграція до Німеччини
Імміграція до Німеччини, як у сучасних кордонах країни, так і в численних політичних утвореннях, що їй передували, відбувалася протягом усієї історії країни. Сьогодні Німеччина є однією з найпопулярніших країн призначення для іммігрантів у світі: з 2013 року до неї щороку переїжджає понад 1 мільйон осіб. Станом на 2019 рік близько 13,7 мільйона осіб, що проживають у Німеччині, або близько 17 % населення, є іммігрантами в першому поколінні.
Ще до офіційного заснування Німеччини в 1871 році її попередники, такі як Священна Римська імперія та Німецька конфедерація, були місцем призначення для іммігрантів. Перші приклади включають протестантів, які шукали релігійної свободи, та біженців від поділів Польщі. Єврейська імміграція, переважно зі Східної Європи, також була значною. У 20-му столітті зростання антисемітизму та ксенофобії призвело до масової еміграції німецьких євреїв і завершилося Голокостом, під час якого майже всі німецькі євреї, що залишилися, та багато інших релігійних чи етнічних груп, таких як німецькі роми, були систематично вбиті. Упродовж десятиліть, що минули відтоді, Німеччина пережила нову хвилю імміграції, особливо зі Східної та Південної Європи, Туреччини та Близького Сходу. З 1990 року Німеччина стабільно входить до п'ятірки найпопулярніших країн призначення для іммігрантів у світі. За даними Федерального статистичного управління у 2016 році, понад один з п'яти німців має принаймні часткове коріння за межами країни..
У сучасній Німеччині імміграція, як правило, зростала і падала разом з економікою країни. Економічний бум 2010-х років у поєднанні зі скасуванням вимог щодо робочих віз для багатьох громадян ЄС спричинив стійкий приплив іммігрантів з інших країн Європи. Крім економічних тенденцій, країна також пережила кілька окремих великих хвиль імміграції. До них належать примусове переселення етнічних німців зі Східної Європи після Другої світової війни, програма гастарбайтерів 1950-1970-х років та етнічні німці з колишніх комуністичних країн, які вимагали права на повернення після розпаду Радянського Союзу. Німеччина також прийняла значну кількість біженців з Югославії в 1990-х роках та Сирії в 2010-х роках.
Частково мотивована низьким рівнем народжуваності та нестачею робочої сили, урядова політика Німеччини щодо імміграції була відносно ліберальною з 1950-х років, хоча консервативні політики чинили опір нормалізації становища Німеччини як країни іммігрантів, а закони про громадянство, відповідно, залишалися відносно обмежувальними до середини 2000-х років. Масштабна реформа імміграційного законодавства у 2005 році вперше дозволила державі виділити ресурси на інтеграцію новоприбулих і значно лібералізувала ринок праці для кваліфікованих фахівців, водночас обмеживши його для некваліфікованих працівників. Менші імміграційні реформи у 2009, 2012 і 2020 роках сприяли загальній тенденції лібералізації, хоча продовжують лунати заклики до більш комплексної реформи, особливо щодо спрощення акредитації іноземних кваліфікацій та полегшення працевлаштування компаніями громадян країн, які не є членами ЄС.

## Історія імміграції до Німеччини

### До об'єднання
Контрреформація в 16-17 століттях призвела до того, що велика кількість протестантів оселилася в протестантських — або принаймні релігійно толерантних — князівствах і містах Священної Римської імперії, значна частина яких згодом стане Німеччиною. За однією з оцінок, загалом 100 000 протестантів переїхали з габсбурзьких земель на територію сучасної південної та центральної Німеччини у 17 столітті.
Велика кількість гугенотів також втекла з Франції після різанини на День Святого Варфоломія в 1572 році, близько 40 000 з них оселилися на території сучасної Німеччини. Хоча багато хто повернувся до Франції після Нантського едикту 1598 року, який проголосив політику релігійної толерантності щодо гугенотів, повторні хвилі конфліктів і переслідувань протягом наступних кількох століть спричинили нові хвилі еміграції. Бранденбург-Пруссія, Гессен-Кассель, Бранденбург-Байройт і Ганновер були основними місцями призначення гугенотів у цей час.
Кілька тисяч англійських і шотландських пресвітеріан також втекли від жорстокого правління Марії Тюдор; багато з них оселилися у Франкфурті. Багато голландських кальвіністів оселилися на північному заході Німеччини після Голландське повстання.

### Після Другої світової війни до возз'єднання (1945—1990)
Наприкінці Другої світової війни та після неї до 12 мільйонів біженців з числа етнічних німців, так званих «Heimatvertriebene» (нім. «вигнанці», буквально «переміщені особи з батьківщини»), були змушені мігрувати з колишніх німецьких територій, таких як Сілезія або Східна Пруссія, до новостворених держав повоєнної Німеччини та окупованої союзниками Австрії, через зміну кордонів у Європі.

### Програми для гастарбайтерів
Через нестачу робочої сили під час Wirtschaftswunder («економічного дива») у 1950-х і 1960-х роках уряд Західної Німеччини підписав двосторонні угоди про вербування з Італією в 1955 році, Грецією в 1960 році, Туреччиною в 1961 році, Марокко в 1963 році, Португалією в 1964 році, Тунісом в 1965 році і Югославією в 1968 році. Ці угоди дозволяли німецьким компаніям наймати іноземних громадян для роботи в Німеччині. Спочатку дозволи на роботу видавалися терміном на два роки, після чого найняті працівники повинні були повернутися до своїх країн. Однак багато компаній неодноразово продовжували дозволи на роботу; деякі двосторонні договори були навіть оновлені, щоб надати працівникам постійне місце проживання після прибуття. В результаті, хоча багато хто з них врешті-решт повернувся до своїх країн походження, кілька мільйонів завербованих працівників та їхніх сімей в кінцевому підсумку оселилися в Німеччині на постійне місце проживання. Тим не менш, уряд продовжував заохочувати громадське сприйняття прибулих іммігрантів як тимчасових гастарбайтерів і протягом багатьох років мало що робив для їхньої інтеграції в німецьке суспільство.
Східна Німеччина створила подібні схеми вербування іноземців, хоча в набагато менших масштабах і виключно з іншими соціалістичними країнами. Більшість іноземних робітників, завербованих у Східній Німеччині, відомих як «вертрагсарбайтери», походили з Північного В'єтнаму (близько 60 000), Куби (30 000), Мозамбіку (21 000) та Анголи (6 000). Уряд зображував Східну Німеччину як пост-расове суспільство і називав іноземних робітників соціалістичними «друзями», які здобудуть навички, що їх потім можна буде застосувати у їхніх рідних країнах. Насправді ж расизм і експлуатація були широко поширені. Робітники, як правило, були суворо відокремлені від місцевих жителів і виконували чорну роботу, яку місцеві жителі відмовлялися робити. Значна частина їхньої зарплати часто перенаправлялася урядам їхніх країн, що робило їхні засоби до існування нестабільними. Після об'єднання Німеччини в 1990 році багато хто з приблизно 90 000 іноземних робітників, які жили в колишній Східній Німеччині, не мали легального статусу робітників-іммігрантів відповідно до західної системи. Як наслідок, багато з них зіткнулися з депортацією або достроковим припиненням дозволів на проживання і роботу, а також з відкритою дискримінацією на робочому місці і расизмом у повсякденному житті. Переважна більшість зрештою повернулася на батьківщину.

### Імміграція зі Східної Німеччини до Західної Німеччини
У 1980-х роках з поступовим відкриттям Східного блоку почався невеликий, але стабільний потік східних німців, які іммігрували на Захід (Übersiedler). У 1990 році, в рік об'єднання Німеччини, їхня кількість зросла до 389 000.

### Ауссідлер
Коли країни Східного блоку поступово почали відкривати свої кордони у 1980-х роках, велика кількість етнічних німців з цих країн почала переїжджати до Німеччини. Німецьке законодавство на той час визнавало майже необмежене право на повернення для осіб німецького походження, яких у Радянському Союзі, Польщі та Румунії налічувалося кілька мільйонів. Спочатку Німеччина приймала близько 40 000 осіб на рік. У 1987 році ця кількість подвоїлася, у 1988 році ще раз подвоїлася, а в 1990 році іммігрувало майже 400 000. Після прибуття етнічні німці одразу ставали громадянами відповідно до статті 116 Основного закону і отримували фінансові та численні соціальні пільги, включаючи мовну підготовку, оскільки багато хто не володів німецькою мовою. Соціальна інтеграція часто була складною, хоча етнічні німці мали право на німецьке громадянство, але багатьом німцям вони не здавалися німцями. У 1991 році набули чинності обмеження, які полягали в тому, що етнічні німці були закріплені за певними районами, втрачаючи пільги, якщо вони переїжджали. Німецький уряд також заохочував кілька мільйонів етнічних німців, які проживали в колишньому Радянському Союзі та Східній Європі, залишатися там. З січня 1993 року не більше 220 000 етнічних німців можуть іммігрувати на рік. Загалом, понад 4,5 мільйона етнічних німців переїхали до Німеччини між 1990 та 2007 роками.

### Біженці
Паралельно з цим, третім потоком імміграції, починаючи з середини 1980-х років, були військові біженці, яких Західна Німеччина прийняла більше, ніж будь-яка інша західноєвропейська країна, завдяки майже беззастережному праву на притулок. Близько 300 000 іранців втекли від переслідувань після Іранської революції лише між 1979 і 1986 роками. Значна кількість шукачів притулку прибула з Туреччини після військового перевороту 1980 року і, окремо, через постійні переслідування турецьких курдів у цій країні. Кілька тисяч людей також шукали притулку в Німеччині через громадянську війну в Лівані.

### 1990— по теперішній час

#### Югославські біженці
Через початок югославських воєн у 1991 році велика кількість біженців попрямувала до Німеччини та інших європейських країн. 31] Між 1990 і 1992 роками майже 900 000 людей шукали притулку в об'єднаній Німеччині. 24] У 1992 році Німеччина прийняла майже 70 відсотків усіх шукачів притулку, зареєстрованих у Європейському Співтоваристві. 32] Для порівняння, лише близько 100 000 людей шукали притулку в США в тому ж році. [Зростання кількості шукачів притулку змусило Бундестаг значно обмежити раніше беззастережне право на притулок у Німеччині, яке колишні німецькі біженці «вважали священним, оскільки покладалися на нього, щоб врятуватися від нацистського режиму», і яке вимагало внесення змін до Конституції. 32] Заяви людей, які в'їжджають до Німеччини після проходження через інші країни-члени Європейського Співтовариства, де вони теоретично могли б уже подати прохання про надання притулку, тепер відхиляються, так само як і заяви громадян безпечних держав.
Хоча лише близько 5 відсотків заяв про надання притулку були схвалені, а розгляд апеляцій іноді займав роки, багато шукачів притулку змогли залишитися в Німеччині і отримали фінансову та соціальну допомогу від уряду.

#### Міграційна криза 2015 року
У червні 2015 року кількість нових прибулих шукачів притулку, яка стабільно зростала протягом багатьох років, почала різко збільшуватися, особливо за рахунок біженців, які рятуються від воєн у Сирії, Іраку та Афганістані. Початковий прогноз у 450 000 шукачів притулку, які в'їхали до Німеччини за весь 2015 рік, був переглянутий у бік збільшення до 800 000 у серпні, а у вересні — до понад 1 мільйона. Фактична остаточна цифра склала 1,1 мільйона; Німеччина витратила близько 16 мільярдів євро (0,5 % ВВП) на обробку та розміщення біженців того року.
Більшість біженців, які потрапляли до Європи в цей час, прибували суходолом так званим «балканським маршрутом». Відповідно до закону ЄС (Дублінського регламенту), біженці були зобов'язані подавати заяви про надання притулку в першій країні ЄС, куди вони потрапляли, а для багатьох це була Угорщина, і залишатися там, поки їхня заява розглядається. В результаті, до серпня 2015 року Угорщина зареєструвала 150 000 шукачів притулку. Однак переважна більшість цих біженців не мали бажання залишатися в Угорщині і хотіли переїхати до Західної або Північної Європи, що призвело до того, що значна кількість біженців опинилася в «пастці» в країні. Угорський уряд почав розміщувати біженців у таборах у жалюгідних умовах. Федеральне відомство з питань міграції та біженців, перевантажене завданням опрацювання величезної кількості заявок на отримання притулку, було не в змозі визначити пріоритетність депортації біженців до Угорщини і вирішило тимчасово призупинити дію Дублінського регламенту щодо громадян Сирії. В результаті біженці в Угорщині попросили дозволити їм виїхати до Німеччини; кілька тисяч з них почали пішки пробиратися через Угорщину та Австрію до Німеччини. Стверджуючи, що вона більше не в змозі належним чином розглядати заяви про надання притулку, Угорщина почала надавати автобуси для перевезення біженців до австрійського кордону. Реагуючи на хвилю громадського співчуття у відповідь на широко трансльовані сцени жорстокості поліції та загибелі біженців від рук контрабандистів в Угорщині, і не маючи змоги утримати мігрантів за межами країни без застосування грубої сили, канцлери Німеччини та Австрії Ангела Меркель та Вернер Файманн вирішили впустити біженців до країни. Розголос цього рішення призвів до того, що сотні тисяч людей, які рятувалися від громадянської війни в Сирії, приїхали до Німеччини.
Хоча кількість біженців, які мають офіційне працевлаштування, зросла більш ніж утричі з 2016 по 2019 рік, як група вони залишаються перепредставленими у статистиці безробіття, що експерти пояснюють поєднанням бюрократичної тяганини та труднощів біженців з пошуком житла. Зайнятість серед сирійців та афганців, двох найпоширеніших національностей серед біженців, які прибули у 2015—2016 роках, зросла на 79 % та 40 %, відповідно, у період з 2017 по 2018 рік..
Поліцейський рейд 2018 року в Ельвангені, під час якого мешканці притулку для мігрантів підняли бунт, щоб перешкодити поліції депортувати шукача притулку, чия заява була визнана недійсною, викликав значні політичні дебати.
У 2015 році більшість німців дуже підтримували велику кількість біженців, які прибували до Німеччини. Тодішній канцлер Ангела Меркель у своїй промові заявила: «Wir schaffen das» (приблизно «ми можемо це зробити»), яку широко використовували ЗМІ та громадськість як визначальну заяву її політики під час кризи. 49] У 2015 році основний тягар європейської імміграційної кризи припав на Німеччину, коли 890 000 біженців перетнули кордон і подали прохання про притулок, більшість з яких тікали від сирійської війни. До 2018 року 670 000 з 700 000 сирійців, які проживають у Німеччині, іммігрували внаслідок внутрішніх чвар і конфлікту в Сирії, що розпочався у 2011 році. Опитування 2015 року показало, що 46 % всього населення Німеччини в той чи інший спосіб сприяли допомозі біженцям. Громадяни Німеччини створювали ініціативи та групи підтримки для шукачів притулку, а також жертвували свій час для допомоги біженцям на місцях. Засоби масової інформації допомагали формувати ставлення німців, а також чинили тиск на уряд, висвітлюючи проблеми жертв імміграції та показуючи індивідуальні історії, які гуманізували їх.
Широкомасштабні сексуальні напади в новорічну ніч 2015 року, значна кількість підозрюваних у яких були шукачами притулку, ознаменували зміну тональності висвітлення в ЗМІ та громадської думки в бік біженців, хоча уряд зазначив, що біженці, за статистикою, не більш схильні до скоєння злочинів, ніж місцеві жителі.
Між 2010 і 2016 роками кількість мусульман, що проживають у Німеччині, зросла з 3,3 мільйона (4,1 % населення) до майже 5 мільйонів (6,1 %). Найважливішим фактором зростання мусульманського населення Німеччини є імміграція.
З того часу прийом біженців у Німеччині щороку зменшувався, тоді як кількість депортованих зростала і вирівнялася на рівні близько 20 000 осіб.
Біженці російсько-української війни
24 лютого 2022 року Росія вторглася в Україну в результаті масштабної ескалації російсько-української війни, яка розпочалася у 2014 році. Окрім десятків тисяч смертей з обох сторін, це вторгнення спричинило найбільшу в Європі кризу біженців з часів Другої світової війни: близько 7,5 мільйона українців покинули країну, а третина населення була змушена покинути її. Відповідно, до жовтня 2022 року Німеччина зафіксувала чисту імміграцію 750 000 осіб з України в першій половині 2022 року, згідно з даними відомства, відповідального за збір інформації про німецьке суспільство, економіку та навколишнє середовище. Цей приплив спричинив зростання населення Німеччини до 1 %, або близько 843 000 осіб, у першому півріччі. У 2022 році населення Німеччини зросло до історичного максимуму — 84,3 мільйона осіб.

## Демографічні показники
Станом на 2014 рік у Німеччині проживало близько 16,3 мільйона людей з іммігрантським походженням, що становило кожну п'яту особу. З цих 16,3 мільйона 8,2 мільйона не мали німецького громадянства, що більше, ніж будь-коли раніше. Більшість з них мали турецьке, східноєвропейське або південноєвропейське походження. Більшість нових іноземців, які прибули до Німеччини в 2014 році, були з нових країн-членів ЄС, таких як Польща, Румунія, Болгарія і Хорватія, європейських країн, що не є членами ЄС, таких як Албанія, Північна Македонія, Швейцарія і Норвегія, або з Близького Сходу, Африки, Східної Азії, Південної Азії, Південно-Східної Азії, Південної Америки, Північної Америки, Австралії і Зеландії. Через конфлікти, що тривають на Близькому Сході, багато людей сподіваються знайти притулок у Європейському Союзі та Німеччині. Переважна більшість іммігрантів проживає у так званих старих землях Німеччини.

## Імміграційні правила

### Громадяни ЄС
Принципи вільного пересування працівників Європейського Союзу вимагають, щоб усі громадяни країн-членів ЄС мали право шукати та отримувати роботу в Німеччині незалежно від громадянства. Ці основні правила свободи пересування викладені в статті 39 Договору про Європейський Союз.

### Варіанти імміграції для осіб, які не є громадянами ЄС
Імміграція до Німеччини як громадянина країни, що не є членом ЄС, обмежується кваліфікованими або високоосвіченими працівниками та їхніми найближчими родичами. У квітні 2012 року в Німеччині було запроваджено європейське законодавство про блакитні картки, що дозволило висококваліфікованим громадянам країн, що не є членами ЄС, легше отримати доступ до роботи та проживання в Німеччині. Хоча з тих пір популярність цієї схеми неухильно зростає, її використання залишається скромним; у 2018 році в Німеччині було видано близько 27 000 блакитних карток.
Самозайнятість вимагає або початкових інвестицій у розмірі 250 000 євро, або створення щонайменше 5 робочих місць.

### Закон про кваліфіковану імміграцію 2019 року
Нові правила були прийняті в 2020 році у відповідь на Закон про кваліфіковану імміграцію 2019 року. Для того, щоб претендувати на отримання візи за новими правилами, заявники повинні отримати офіційне визнання своєї професійної кваліфікації від органу сертифікації, визнаного німецьким урядом. Крім того, заявник повинен відповідати вимогам мовної компетенції та отримати декларацію від свого потенційного роботодавця.

### Студентська віза
Згідно з дослідженням Федерального відомства з питань міграції та біженців (BAMF), близько 54 відсотків іноземних студентів у Німеччині вирішують залишитися після закінчення навчання.

### Шукачі притулку та біженці
Німецьке законодавство про притулок ґрунтується на поправці 1993 року до статті 16а Основного закону, а також на Конвенції 1951 року і Протоколі 1967 року про статус біженців.
Відповідно до Конвенції про статус біженців, Німеччина надає статус біженця особам, яким загрожує переслідування через їхню расу, релігію, національність або приналежність до особливої групи. З 2005 року визнані біженці користуються тими ж правами, що й люди, які отримали притулок. Національна заборона депортації в Німеччині не дозволяє повертати біженців на батьківщину, якщо це загрожує їм неминучою небезпекою або якщо це порушує закони ЄС у сфері прав людини. Ця політика є основним каталізатором великого припливу сирійських біженців після початку громадянської війни в Сирії.
Розподіл біженців між федеральними землями розраховується за допомогою «Königsteiner Schlüssel», який перераховується щороку.
У Німеччині проживає одна з найбільших груп турецького населення за межами Туреччини. Курди складають від 80 до 90 відсотків усіх турецьких біженців у Німеччині, тоді як решта біженців — це колишні турецькі військові, вчителі та інші державні службовці, які втекли від авторитарного уряду після спроби державного перевороту в липні 2016 р. Серед іракських біженців у Німеччині близько 50 відсотків становлять курди. У Німеччині налічується близько 1,2 мільйона курдів.
Інститут судової медицини в Мюнстері визначив вік 594 неповнолітніх без супроводу дорослих у 2019 році і виявив, що 234 (40 %) з них, ймовірно, мали 18 років або більше, і тому органи влади розглядатимуть їх як повнолітніх. У вибірці переважали чоловіки з Афганістану та Гвінеї.
У 2015 році, реагуючи на відносно велику кількість неуспішних заяв про надання притулку з кількох балканських країн (Сербія, Албанія, Косово і Чорногорія), уряд Німеччини офіційно оголосив ці країни «загалом безпечними», щоб прискорити їх розгляд.

## Злочинність
У 2006 році в Баварії 4 % іноземного населення були підозрюваними у кримінальних справах. Відповідний показник для неіноземного населення становив 2 %. Негромадяни Німеччини загалом переважають серед підозрюваних у кримінальних розслідуваннях (див. горизонтальну гістограму). Однак складний характер даних означає, що зробити висновки про рівень злочинності серед іммігрантів непросто. Одним із факторів є те, що про злочини, скоєні іноземними громадянами, вдвічі частіше повідомляють, ніж про злочини, скоєні громадянами Німеччини. Крім того, рівень розкриття (відсоток успішно розкритих злочинів) є надзвичайно низьким у деяких категоріях, таких як кишенькові крадіжки (5 % розкритих) та квартирні крадіжки (17 % розкритих). Якщо розглядати лише розкриті злочини, то громадяни інших країн становлять близько 8 % усіх підозрюваних.
Непропорційно велика кількість сімей організованої злочинності в Німеччині керується іммігрантами або їхніми дітьми. П'ята частина розслідувань організованої злочинності стосується одного або більше підозрюваних, які не є громадянами Німеччини. Це пояснюється недостатніми зусиллями, спрямованими на інтеграцію новоприбулих іммігрантів у 1960-х і 1970-х роках, які в той час розглядалися як «тимчасові» гастарбайтери.